# エマソン・エレクトリック
エマソン・エレクトリック（Emerson Electric Co.）は、米国ミズーリ州セントルイスのファーガソンに本社を置く世界有数の多国籍企業である。
エマソンは、フォーチュン・グローバル500にランキングされる会社であり、産業分野、商業分野、一般顧客向けなどの幅広い市場に対してエンジニアリング・サービスを提供している、米国を代表するコングロマリット（複合企業）の1社である。60を超える独立した事業部隊が、独自の経営スタイルを保ちながらも、1つのアイデンティティーのもとに終結した集合体企業である。
2015年現在、約115,000人の従業員を有し、世界150カ国において事業を展開をしている。また、一株当たり配当が58年連続で増加し続けている数少ない上場企業のひとつ（2015年9月末現在）。

## 事業部門
エマソンの60を超える独立した事業部隊が提供する製品、ソリューション、サービスは、以下5つの事業分野のもと行われている。
プロセス・マネジメント事業
プロセス・マネジメント事業（Emerson Process Management）は、プラントプロセス機器類、プロセスコントロールのためのソフトウェア及び各種システムを開発・製造・販売している。
プラント能力を最大限に引き出すための精緻な制御と管理を可能とし、石油化学から薬品、食品、さらに電力業界まで及ぶ。これらの計装機器類やDCSは、プラントで問題が発生する前にその兆候を発見し、ダウンタイムを最小限にとどめ、プラントのパフォーマンスを高める。
主要ブランド：Rosemount、Micro Motion、Fisher、DeltaV、Ovation、Daniel、Roxar、AMS Suite、TESCOM
日本では、日本エマソンのエマソン・プロセス・マネジメント事業本部、日本フイツシヤが、それぞれ国内に拠点を置き、事業を展開している。
ネットワークパワー事業
ネットワークパワー事業（Emerson Network Power）は、データセンター、通信ネットワーク及びミッションクリティカルなアプリケーションを支える安定した電源設備や精密空調に加え、2009年12月にTインフラ管理ソリューションの主要プロバイダーであるAvocent（アボセント）を買収したのを皮切りに、近年はデータセンター・インフラストラクチャ・マネジメント（DCIM）製品の開発・製造・販売も推進している。また、2010年に買収したChloride社を通じて、データセンターだけでなく石油・ガス・化学・電力プラント向け産業用無停電電源装置を開発・製造・販売している。
無停電電源装置（UPS）、精密空調、分電盤（PDU）、無瞬断切換装置（スタティック・トランスファー・スイッチ: STS）、サーバラック、KVMスイッチ、インテリジェントラックPDU等が製品ラインアップとして挙げられる。
主要ブランド：Liebert、Asco Power Technologies、Avocent、Trellis、Chloride
日本では、日本エマソンのエマソン・ネットワークパワー事業部、アボセントジャパン株式会社が、それぞれ国内に拠点をもって事業を展開している。
冷凍空調制御事業
冷凍空調制御事業（Emerson Climate Technologies）は、業界をリードする製品とサービスを提供してきた。エマソンの技術は、住宅の空調機器をコントロールし、エネルギーとコストの節約に寄与してきた。また、スーパーマーケットに生鮮食品やアイスクリームをおくことを可能にしたのもエマソンの技術である。そこでは、冷凍機がデジタルコントロールされ、また、遠隔監視されている。スクロールコンプレッサー、気密端子、温度ヒューズなどが、製品ラインアップとして挙げられる。
主要ブランド：Copeland、Fusite、Therm-O-Disc
日本では、日本エマソンのエマソン・クライメイト・テクノロジーズ事業部、フューサイト事業部、サーモディスク事業部が、それぞれ国内に拠点をもって事業を展開している。
インダストリアル・オートメーション事業
インダストリアル・オートメーション事業（Industrial Automation）は、多角化していく世界の産業に、集大成された製造のソリューションを提供している。風力発電用のコンポーネンツ、超音波溶着機、電磁弁、モーターや発電機などの回転機、インバータやサーボモーター、防爆製品など、多岐にわたる製品を開発・製造・販売している。
主要ブランド：Branson、Appleton、ASCO、Leroy Somer、Control Techniques、SSB
日本では、日本エマソンのブランソン事業本部、コントロール・テクニクス/ルロア・ソマー事業、アップルトン事業部（旧EGS事業部）、日本アスコ株式会社が、それぞれ国内に拠点をもって事業を展開している。
コマーシャル&レジデンシャル ソリューション
コマーシャル&レジデンシャル ソリューション（Emerson Commercial & Residential Solutions）は、主に三つの事業を展開している。
ツール事業では、頑丈で信頼性の高い工具、ウェット／ドライクリーナー、工具箱などを提供し、専門職の方や日曜大工愛好家の作業効率向上に貢献している。
ストレージ事業では、革新的な住宅向け、ヘルスケア、フードサービス、商業用ストレージ（収納）システムにより、スペースの最大化、ワークフローの改善、生産性の向上を実現している。また、アプライアンス事業では、世界レベルの技術ソリューションであるディスポーザおよびホットウォーターディスペンサーにより、日常生活を快適にしている。
主要ブランド：RIDGID、InSinkErator、METRO、CLOSET MAID
日本では、日本エマソンのリッジ事業部が、国内に拠点をもって事業を展開している。また、一部のブランド・製品は指定輸入代理店を通じて国内販売をしている。

## 沿革
エマソンは、米南北戦争の退役軍人であったJohn Wesley Emersonによって1890年に設立されたEmerson Electric Manufacturingを起源とする。Emerson Electric Manufacturingでは、スコットランド生まれのCharles MestonとAlexander Mestonの兄弟が所有していた特許を使用して電気モーターを製造していた。1892年には、電気扇風機を全米で初めて売り出すこととなった。その後、電気ミシンや電気歯科ドリル、電動工具などの製品へと広げていった。
第二次世界大戦中のエマソンは、スチュアート・サイミントンのリーダーシップのもと、世界最大級の空軍装備品メーカーとなった。1947年から50年にかけて、サイミントンはトルーマン政権下で初代の空軍長官となり、ベルリン封鎖における空輸作戦の実施や空軍士官学校の設立などに尽力した。1953年から1976年に米国ミズーリ州選出の上院議員となった。
1954年にW.R. "Buck" Personsが社長に就任。エマソンはPersonのリーダーシップのもと36社をM&Aし、ビジネス領域を広げていくこととなる。Personsが退任した1973年には、82の製造拠点、31,000人の従業員、そして8億ドルの売上に成長していた。
Charles F. Knight は、1973年から2000年の間CEOを、1974年から2004年の間会長をそれぞれ務めた。Knightの在籍期間は、厳格なコーポレートプランニングプロセスの策定、新製品や新技術の開発、買収や合弁、そして内部成長に注力をした。
Knightのあとを継ぎ、David N. Farrは2000年からCEOを、2004年から会長となった。
2022年9月、ロシアから事業撤退したほか、同年10月31日には 気候関連技術部門の株式55％をブラックストーンに売却した。
2023年4月12日、ナショナルインスツルメンツを買収した。

## 評価
- エマソンは、ミズーリ州に本社を置く公開会社の中で、最も売上が大きい
- 2015年、フォーチュン500（Fortune 500）において全米で120番目にランクイン[3]
- 2015年、フォーチュン・グローバル500（Fortune Global 500）において全世界で484番目にランクイン[4]
- 2015年、フォーチュン誌において 「世界で最も賞賛される企業」（World's Most Admired Companies）エレクトロニクス部門 で第5位にランクイン[5]
- エマソンの会長兼CEOであるDavid N. Farrは、Institutional Investor誌において、2008年から2年連続でBest CEO in America（電気機器/マルチ・インダストリー分野）を受賞[6]
- 2014年度の米国外売上高は58%であり、半分以上の売上げを米国外であげている[7]
- 一株当たり配当が58年連続増配を記録（2014年度9月期現在）[8]

## 日本での活動
日本においては、エマソン・エレクトリックの100%出資で、日本エマソン株式会社、日本アスコ株式会社、アボセントジャパン株式会社が事業を展開している。また、合弁事業としては、日本フイツシヤ株式会社およびEmbedded Computing & Power Japan株式会社が事業を行っている。なお、株式会社椿本チエインとの合弁出資会社であった株式会社ツバキエマソンは、エマソン・エレクトリックの保有株式が椿本チエインに売却され、合弁関係を解消した。
エマソンが米国外で初めて合弁事業を行ったのが日本であり、現在でも大切なパートナーである。現在日本では、12の分野で事業を展開している。

### 日本エマソン株式会社
日本エマソンは、1961年にフューサイト株式会社として設立され、1974年に現社名に変更した。9の事業部がある。日本エマソンのページも参照。
- エマソン・プロセス・マネジメント事業本部

プロセス制御用計装機器およびシステムの取り扱う事業部門である。主要製品は、分散型制御システム（DCS）、温度・差圧伝送器、レーダーレベル計、タンクゲージ、コリオリ式質量流量計、渦流量計、液体分析計などを取り扱っている。
- エマソン・ネットワークパワー事業部

電算機室・通信機室・機械室用のインフラ設備専門メーカー。大型無停電電源装置（UPS）、精密空調では、輸入機器としては随一の実績があり、データセンターの部分熱対策については世界一の機種と実績がある。
- エマソン・クライメイト・テクノロジーズ事業部

世界最大のスクロールコンプレッサーの専門メーカーであるコープランドを軸に、冷凍空調用冷媒制御機器全般を扱うフローコントロールズ、温度調節器を含めた機器管理からインターネットを介して複数店舗の遠隔監視まで可能にするディクセルを擁する。特にコープランドは、世界各地の18生産拠点にて1,000万台余のコンプレッサーを生産する。
- サーモディスク事業部

サーミスタプローブ、温度ヒューズ、バイメタルディスク・サーモスタット、非復帰型温度スイッチ、可燃ガスセンサーの輸入、販売を行う。
- フューサイト事業部

独自のガラス配合によるガラスと金属のハーメチックシールメーカー。特に、主力製品の冷機用気密端子は全世界において高いマーケットシェア確保。また、独自のガラスと金属の封止技術によるサイトグラスも提供。近年ではハイブリッド車用コンプレッサー端子、エコキュート用コンプレッサー端子、プロセスプラントで利用されている伝送器用フィードスルーなど冷凍空調業界以外の新しい分野にも進出している。
- ブランソン事業本部

超音波応用機器の製造・販売を行う。ブランソンの超音波溶着機、金属接合機、超音波精密洗浄機は、自動車、電気・電子部品、半導体、食品、医療、バイオ、繊維、化学、パッケージ、家電製品等々の様々な分野にて使用されている。
- コントロール・テクニクス/ルロア・ソマー事業部

工業用低圧回転機（モーター&ドライブ）および発電機を提供する。
コントロール・テクニクス社は、1973年に英国で設立された、ACおよびDCインバーター、サーボ、電力変換技術を扱うメーカー。港湾クレーン、マテハン、製鉄機械、エレベータ、織物業界、自動車業界、食品飲料業界など、性能、信頼性及びエネルギー効率の要求が厳しいアプリケーションで使用されている。
ルロア・ソマーは、日産13,000台以上の生産実績を持つ工業用低圧回転機器メーカー。モーター部隊と発電機部隊からなる。交流三相誘導電動機、単相電動機、直流電動機、同期電動機、インバータ用電動機、ブレーキモーター、ギアードモーター、PMモーター（永久磁石）、ハイブリッドモーターなどの製品群。また発電機分野では、常用、非常用、コージェネ用、舶用向けに、ディーゼルエンジン、ガスタービン用の発電機（ジェネレータ）を製品化。風力発電機にも対応。
- アップルトン事業部（旧・EGS事業部）

防爆製品の製造販売メーカーであるAppleton、O-Z/Gedney、Nelson、ATXなどのブランドを扱う。世界中のプラントにIECおよびNEC規格の耐圧防爆・安全増防爆構造器具、及び照明器具、コンセント、プラグ、制御盤、スイッチ等の防爆製品、およびUL電線管付属品を提供。
なお、エマソンはEGS Electricalグループ内のSPX社が少数株主として保有していた株式44.5％を取得し、100％の所有権を取得したことにより、Appleton Groupと名称を変更。それに伴い、日本においてもアップルトン事業部と名称が変更された。
- リッジ事業部

配管用専門工具、機械などの販売を行う。「RIDGID」ブランド製品は、品質、耐久性、性能面で高い評価を得ている。近年は、従来の配管工具だけでなく、管内検査機や産業用内視鏡、地中線の埋設管探知機など、非破壊検査機器分野にも進出している。

### 日本アスコ株式会社
ASCO（アスコ）は1888年にアメリカで創業した電磁弁のメーカーである。日本アスコは、アスコ・グループの日本法人として1970年に設立。アスコの電磁弁は、電力、ガス、石油化学、医療分野、その他一般産業機械など幅広い分野にて使用されている。

### アボセントジャパン株式会社
Avocent（アボセント）は、アラバマ州ハンツビルを本拠地とする、企業データセンター、小中規模ビジネス、ブランチ・オフィスを対象とするITインフラ管理ソリューションのプロバイダーである。2009年12月に、エマソン・エレクトリックの傘下になり、統合的なデータセンタソリューションの提供を推進している。日本では、アボセントジャパン株式会社として事業を行っている。

### 日本フイツシヤ株式会社
日本フイツシヤは、世界最大のコントロールバルブ・レギュレータのメーカーであるフィッシャ・コントロールズグループの日本法人である。1969年に株式会社守谷商会との合弁会社として設立。
電力、石油精製、石油化学といった各種プラントにおける様々な流体の流量や圧力などを調整・制御する機器として使用されるコントロールバルブ、レギュレータ、そしてこれらの間の通信を行うフィールドバス等の各種プロセス制御機器を、国内外に提供している。

### Embedded Computing & Power Japan株式会社
Embedded Computing & Power Japan株式会社は、エマソンのEmbedded Computing & Power 事業の51%をPlatinum Equity社に売却することになり設立したArtesyn Embedded Technologiesの日本法人。

### その他
日本に進出していない事業も多々あるが、一部の事業では指定輸入代理店を通じて日本国内で販売している。家電用機器事業傘下の家庭用／業務用ディスポーザおよびホットウォーターディスペンサー（瞬間湯沸器）を扱っているイン・シンク・イレーター（InSinkErator）や、医療用カートや家庭用・医療用シェルフを扱うMETROなどが挙げられる。

## 特記事項
- Emersonを日本語で「エマーソン」と表記される場合があるが、正しくは「エマソン」である。
- 日本フイツシヤの表記は、「フィッシャー」ではなく「フイツシヤ」である。
- 2015年6月30日に、ネットワークパワー事業のスピンアウトおよびモータ、ドライブ、発電機、ストレージ事業の戦略的な代替ビジネスを模索する、事業ポートフォリオ再編が発表された。2016年9月末までに、事実上事業を縮小することになった。2014年9月期ベースの売上高は245億ドルだが、ポートフォリオ再編後は163億ドルになる見込み[14]。